# メルヒオール・ファン・サントフォールト
メルヒオール・ファン・サントフォールト（Melchior van Santvoort、1570年頃 - 1641年）は、江戸時代初期のオランダ人貿易商。1600年リーフデ号で日本に到着し、パタニ王国とを行き来した後、堺を拠点に貿易を営んだ。1615年大坂の陣を避けて長崎に移り、1639年鎖国令でバタヴィアに追放された。

## 生涯
1570年頃生まれ。1598年6月リーフデ号書記としてロッテルダムを出港し、1600年（慶長5年）4月19日豊後国佐志生に到着した。ウィリアム・アダムスに付き添って大坂に護送され、日本に定住した。
1605年（慶長10年）12月2日元船長ヤコブ・クワッケルナックとオランダ商館のあるパタニに渡ったが、商館は休業状態だったため職は得られず、1606年（慶長11年）には日本へ戻った。間もなくパタニに戻り、1608年（慶長13年）2月シャム駐在商務員ランベルト・ヘインとシャムに渡り、日本に戻った。

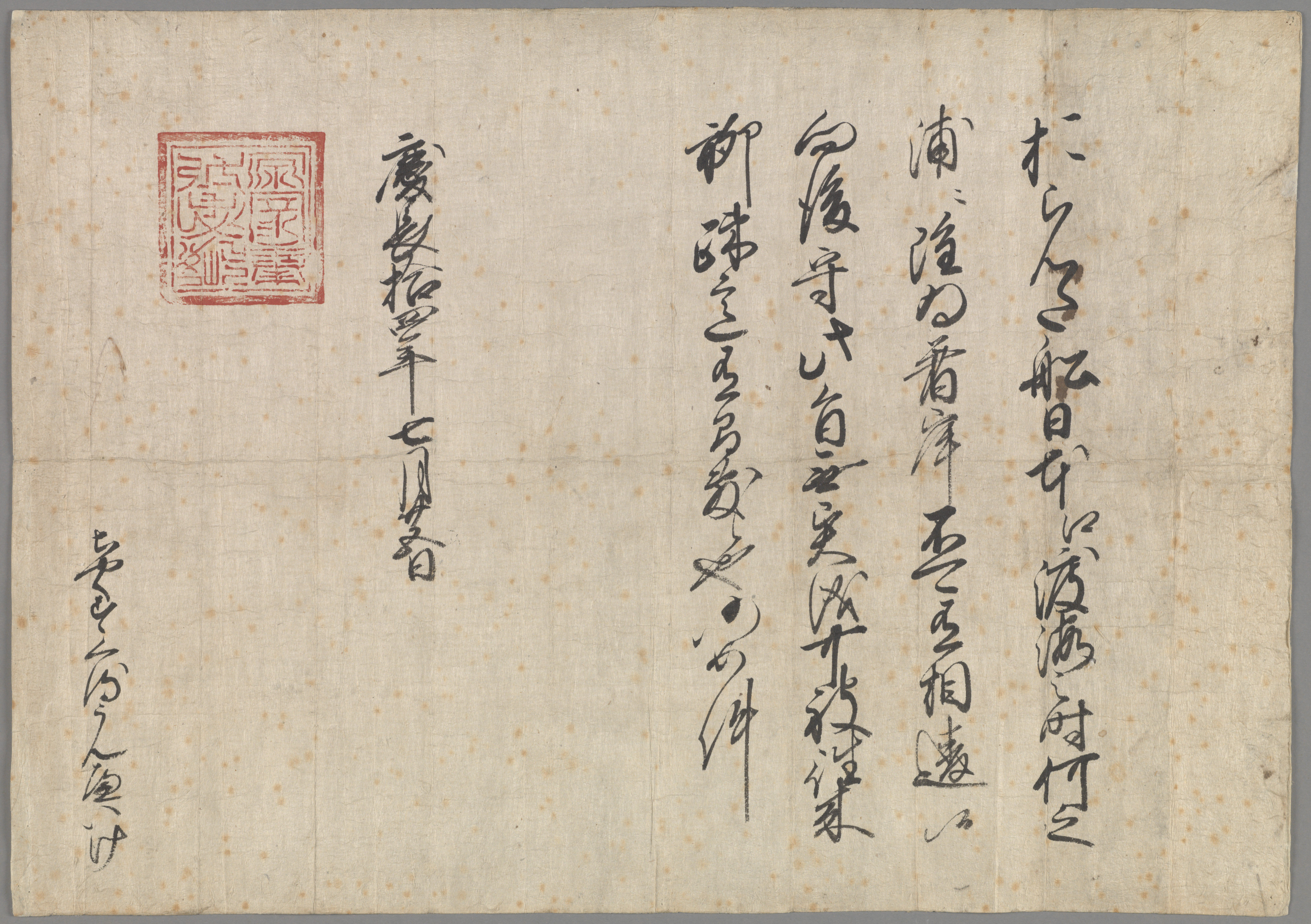
慶長14年（1609年）7月25日徳川家康朱印状

1609年（慶長14年）7月1日ピーテル・フェルフーフの指揮するオランダ東インド会社船ロート・レーウ・メット・ペイレン号とグリフィユーン号が平戸に来航すると、通訳を引き受け、アブラハム・ファン・デン・ブルークとニコラス・ポイクの駿府参府に同行し、徳川家康に謁見して通商協定を締結した。帰路室津で別れ、堺で商売を営んだ。1611年（慶長16年）大坂でヤックス・スペックスとセヘルスゾーンの駿府参府を助けた。
1613年4月末ヤン・ヨーステンと某国へ通商した時、許可なく城壁内に入ったため、日本人船員8名が殺された。1614年（慶長19年）7月25日シャムから帰国すると、間もなく大坂の陣が勃発、1615年（慶長20年）夏の陣の噂が立つと、長崎に転居し、商館に属さない自由市民として活動した。
その後、キリスト教弾圧が強まる中で第一線を退き、蘭日関係の最盛期を知る長老として慕われた。1637年トンキンへ出航したヤハト船がサントフォールト号と名付けられ、1638年トンキン付近の砂州で座礁すると、座礁地はサンフォールトの砂州と名付けられた。
1639年の鎖国令で西洋人妻女が国外追放となると、1639年（寛永16年）10月31日一家でブレダ号で出航し、台湾に1ヶ月滞在し、1640年1月1日バタヴィアに到着したが、翌1641年死亡した。

## 家族
- 弟：アドリアン - 1614年4月東インド会社ゼーラント支部にインド航行を申請している[6]。
- 妻：イサベラ - 江戸の日本人大工の娘。ウィリアム・アダムスの洋式船建造に関わった大工か[13]。
- 娘：イサベラ - オランダ商館長代理ピーテル・ファン・サンテン妻[14]。
- 娘：スザンナ - オランダ商館長ウィレム・フルステーヘン妻[14]。